# Kyogo Furuhashi
Kyogo Furuhashi (født 20. januar 1995) er en japansk fodboldspiller, som spiller for den japanske fodboldklub Vissel Kobe.